# Ronce remarquable
Rubus spectabilis
Espèce
La ronce remarquable (Rubus spectabilis Pursh), également nommée ronce admirable ou encore ronce élégante en français québécois, est une espèce de plantes à fleurs de la famille des Rosacées. C'est un arbuste qui fait partie des espèces du genre Rubus originaires de la côte occidentale de l'Amérique du Nord.

## Habitat
La ronce remarquable est présente naturellement dans les régions proches de l'océan Pacifique de l'Alaska jusqu'en Californie. 
Elle apprécie les forêts humides et la proximité de cours d'eau. Elle est régulièrement accompagnée dans ces zones par l'aulne rouge.

## Description
L'arbuste est une plante vivace dont la taille est comprise entre 1 et 4 mètres. Les feuilles sont trifoliées et ont une taille de 7 à 22 cm de long. La partie centrale de la feuille est plus longue que les deux parties extérieures. Le bord des feuilles est denté. Les fleurs ont entre 2 et 3 cm de diamètre et ont 5 pétales mauves. Elles sont présentes du début du printemps au début de l'été. Les fruits, qui ressemblent à des grosses framboises brillante, sont des baies présentes de la fin de l'été jusqu'au début de l'automne. Elles sont jaunes à rouge orangé et font un peu moins de 2 cm de long avec de nombreux drupéoles,.

## Utilisations
Les baies sont comestibles. Bien que certains livres disent qu'elles n'ont pas de goût, elles peuvent être consommés en confitures ou pour en faire de l'alcool de vin.
En cuisine, les baies sont utilisées pour préparer le pemmican soit à partir de saumon ou de graisse d'eulakane. Son nom anglais Salmonberry (littéralement «baie de saumon») proviendrait du fait qu'elle était consommée avec des rogues de saumons.
Elle est également utilisée comme plante ornementale pour ses fleurs. Plantée en Europe de l'Ouest comme en Grande-Bretagne, Irlande et dans les Îles Féroé, la ronce remarquable s'est par endroits disséminée dans la nature au fil du temps en devenant une espèce invasive,.

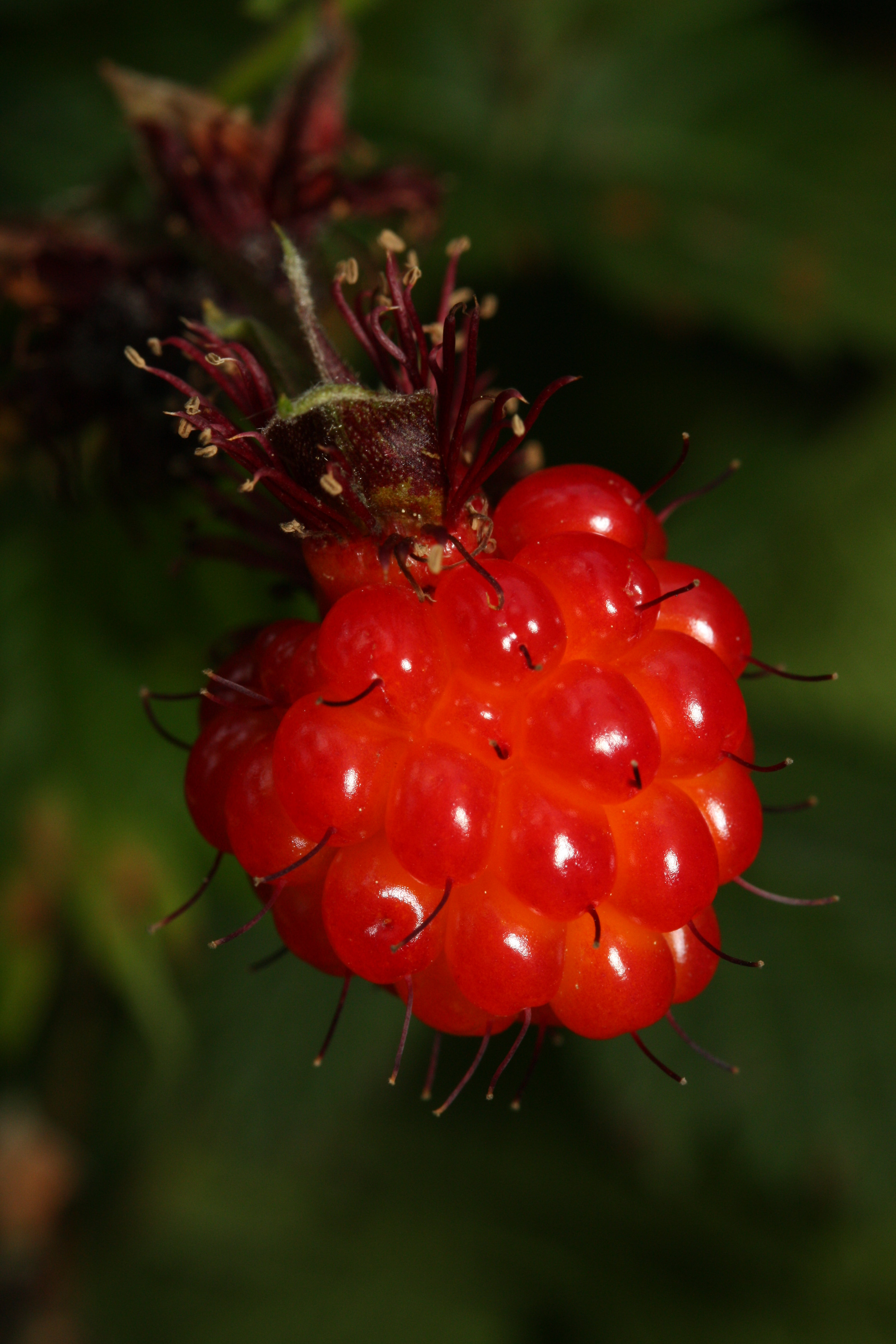
Fruit à maturité dans la forêt nationale du Mont Baker-Snoqualmie.
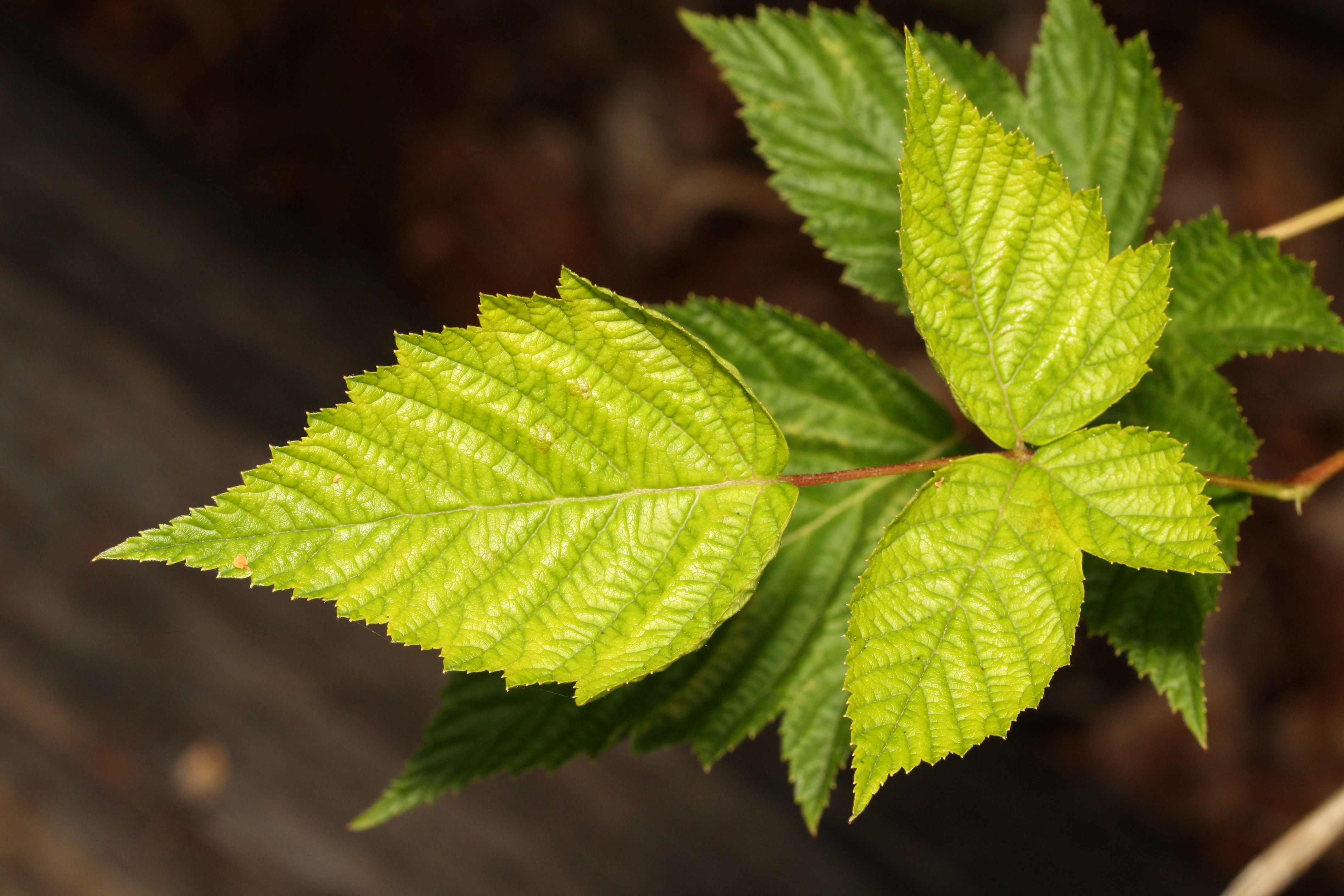
Feuilles.
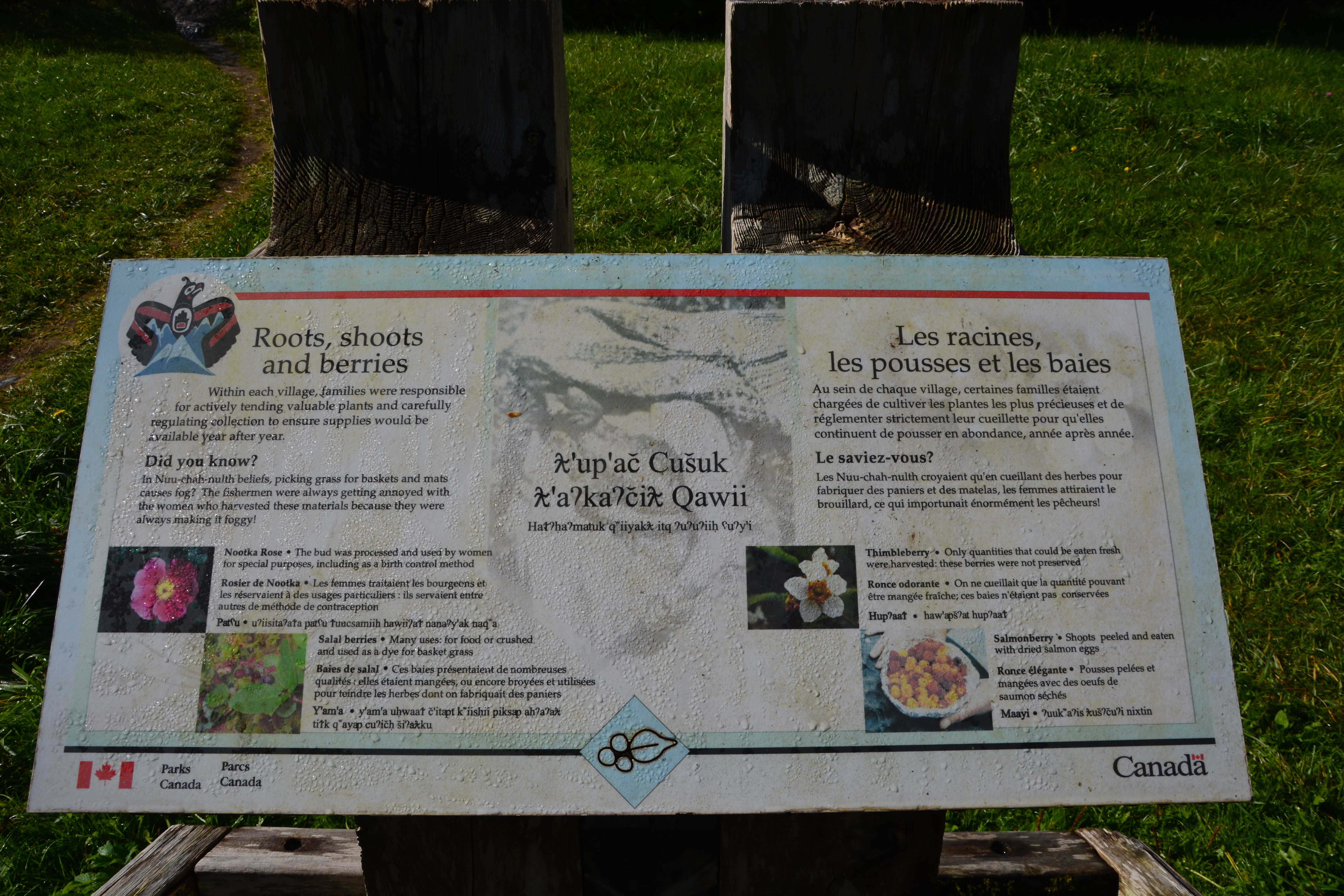
Panneau d'information sur les plantes utilisées par la première nation Nuu-chah-nulth dans la Réserve de parc national Pacific Rim.